# Metalna Maribor
Metalna Maribor je nekdanje industrijsko-montažno in stavbeno podjetje iz Maribora. Sedež podjetja se je nahajal na Zagrebški cesti 20 na Teznu.

Podjetje je bilo ustanovljeno leta 1920, ko je iz delavnice gradbišča Hidroelektrarne Fala nastalo podjetje Splošna stavbena družba Maribor Tezno. Sprva se je podjetje ukvarjalo z železnimi konstrukcijami, leta 1924 pa so ustanovili tovarno vijakov in zakovic. Podjetje je gradilo mostove, daljnovodne stebre, visoke gradnje, železnice, rudniške naprave, cevovode, cisterne in žerjavne konstrukcije. Med drugo svetovno vojno je bila tovarna s strani okupatorja zaplenjena. 
Po letu 1945 je bila tovarna nacionalizirana, dejavnost podjetja je bila razširjena še na projektiranje, izdelovanje ter montiranje hidromehanske opreme in transportnih naprav. Leta 1954 pa so naziv spremenili v Metalno, tovarno konstrukcij in strojnih naprav.
Leta 1973 je bilo podjetje na podlagi uvajanja samoupravnih odnosov v gospodarstvo in združevanja dela preoblikovano in razdeljeno na TOZD-e. Takšna organizacija je ostala do leta 1990, ko so bili tozdi ukinjeni in ponovno združeni v enotno poslovno organizacijo Metalna. V naslednjih letih je Metalna Maribor d. d. ustanovila več družb z omejeno odgovornostjo, Nad ostalimi omenjenimi družbami je bil leta 1999 uveden stečajni postopek.
Tradicijo Metalne Maribor, danes nadaljujejo podjetja Metalna & CO d.o.o., ki proizvaja procesno opremo, ACE Metalna, ki je del avstrijskega koncerna Christof Group, Metalna Impro, Metalna Senovo, Metala SRM, SMM in druge.